# 睫毛

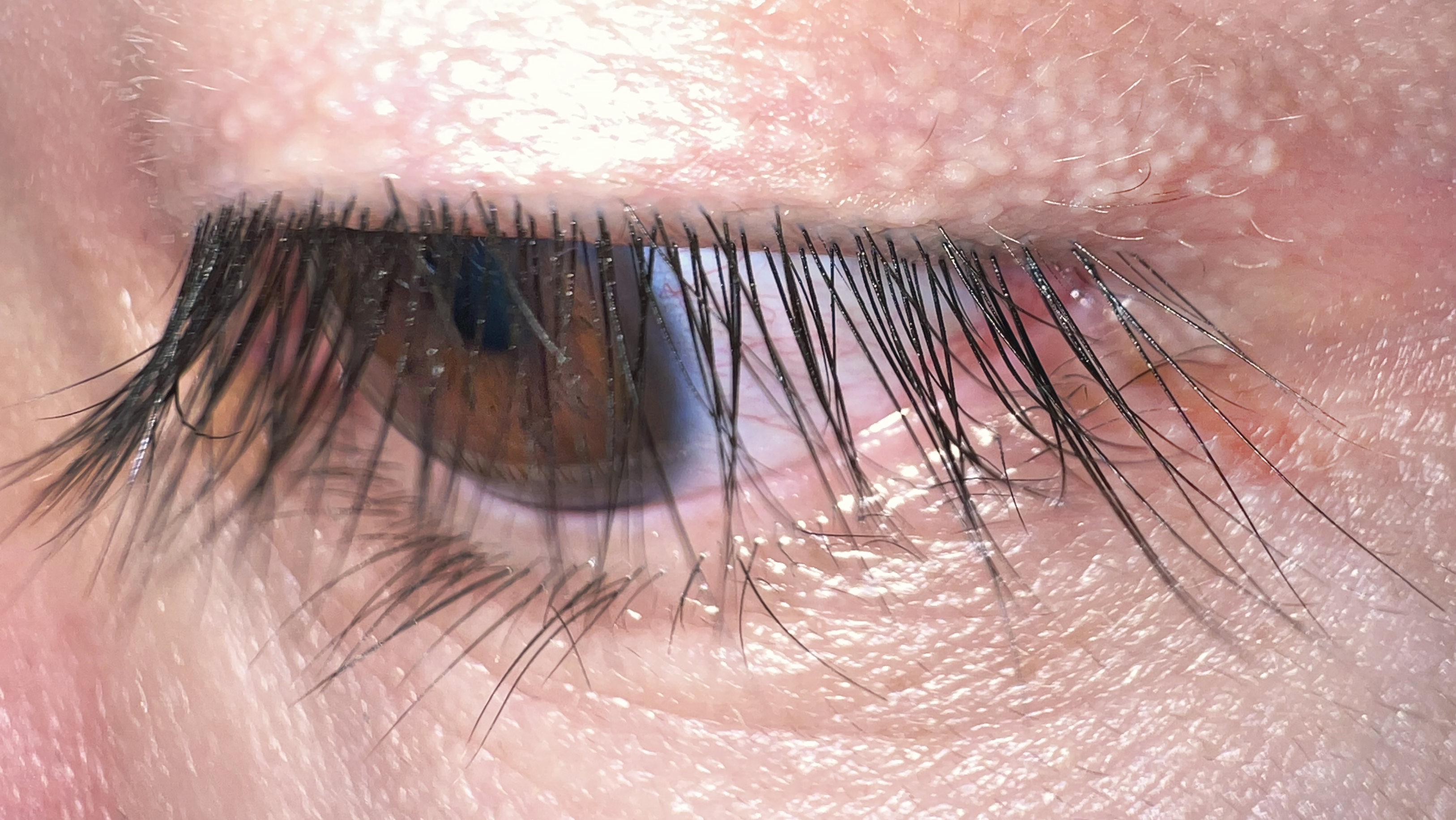
人类的长睫毛

睫毛是長於眼瞼的邊緣的毛髮。具有保護眼睛的功用，十分敏感。如果有塵埃等異物碰到睫毛，眼瞼會反射性地合上，以保護眼球。

## 形态学

### 长度和厚度
人类睫毛的长度不因性别或种族而异，人类的上睫毛长度通常为 7 至 8 毫米，并且长度通常不超过 10 毫米。 下睫毛平均长度在 5 至 6 毫米之间。 当睫毛长度达到或超过 10 毫米时，就被认为是长睫毛。  人类睫毛的长度、厚度和黑度随着年龄的增长而显着减少。

## 社会与文化

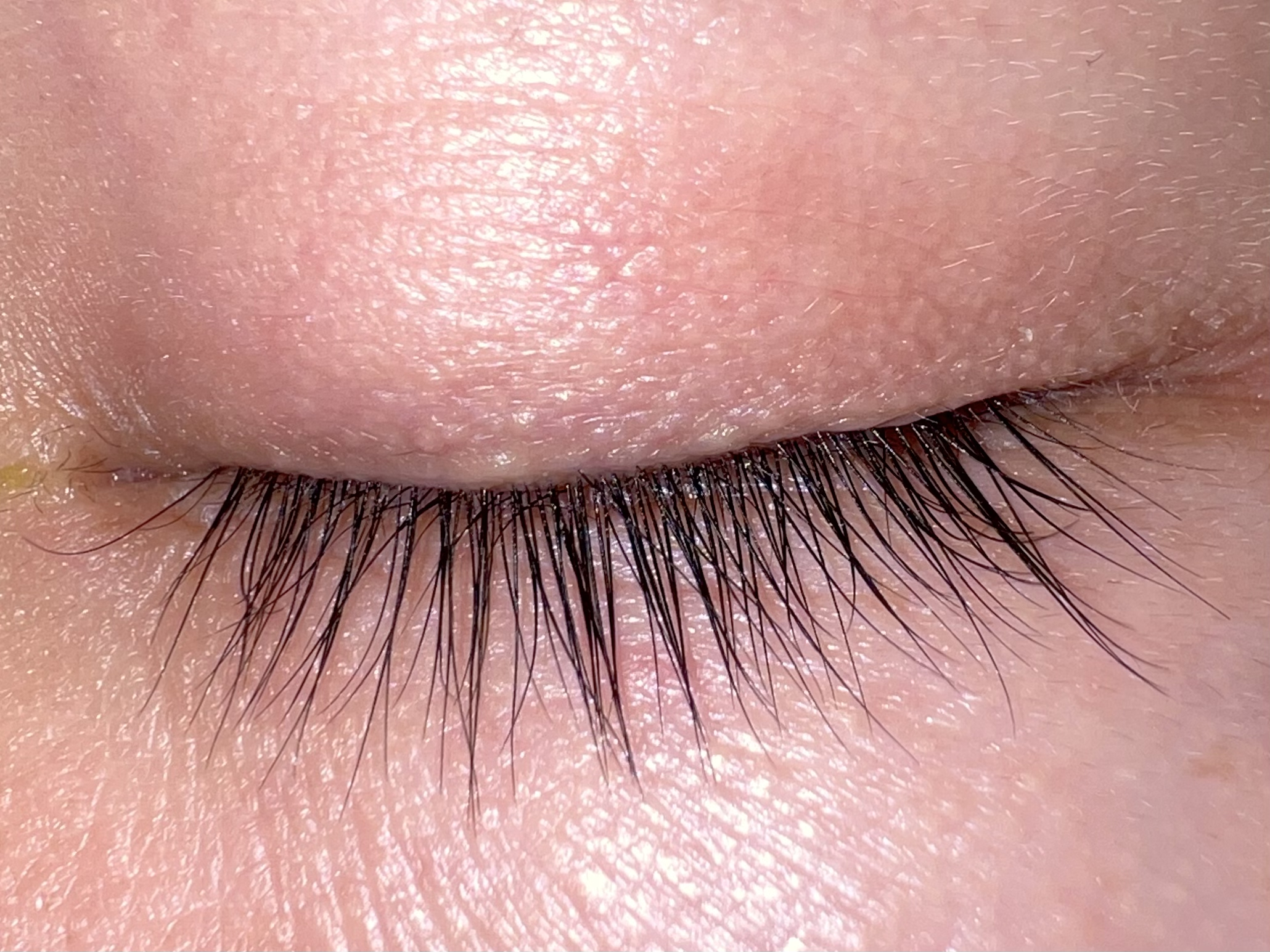
长睫毛被视为美丽的标志，在许多文化中被认为是有吸引力的面部特征。 该对象表现出睫毛肥大症，睫毛长度为 12 毫米，超过通常认为较长的 10 毫米

在许多文化中，长而饱满的睫毛长期以来被认为是美丽的标志。  尽管不因性别而异，也不是第二性征，但长睫毛经常被认为是一种女性特征，研究表明，拥有较长睫毛的女性被认为更健康、更女性化。  尽管如此，长睫毛对于男性和女性来说都被视为有吸引力的面部特征。  另一方面，哈扎妇女会修剪自己的睫毛。

### 美容

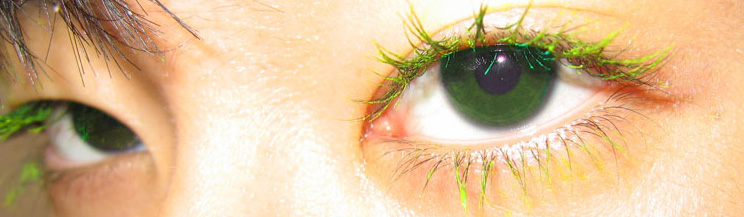
绿色的睫毛膏所染的睫毛颜色

在現代文化中，長眼睫毛普遍地被視為女性化的象徵。為了使眼睫毛變得更長，部份女性會選用諸如睫毛液或假睫毛等產品。另一方面，位於非洲東部坦桑尼亞的哈扎人女性卻反而會修剪她們的眼睫毛。
除了睫毛液和假睫毛，眼影粉亦能夠令睫毛看起來更漂亮。早在青銅器時期，人類已懂得用眼影粉來保護及強調睫毛。在古埃及，王室及有錢人會利用眼影粉來防止沙、塵或昆蟲走進他們的眼睛。

## 動物的睫毛

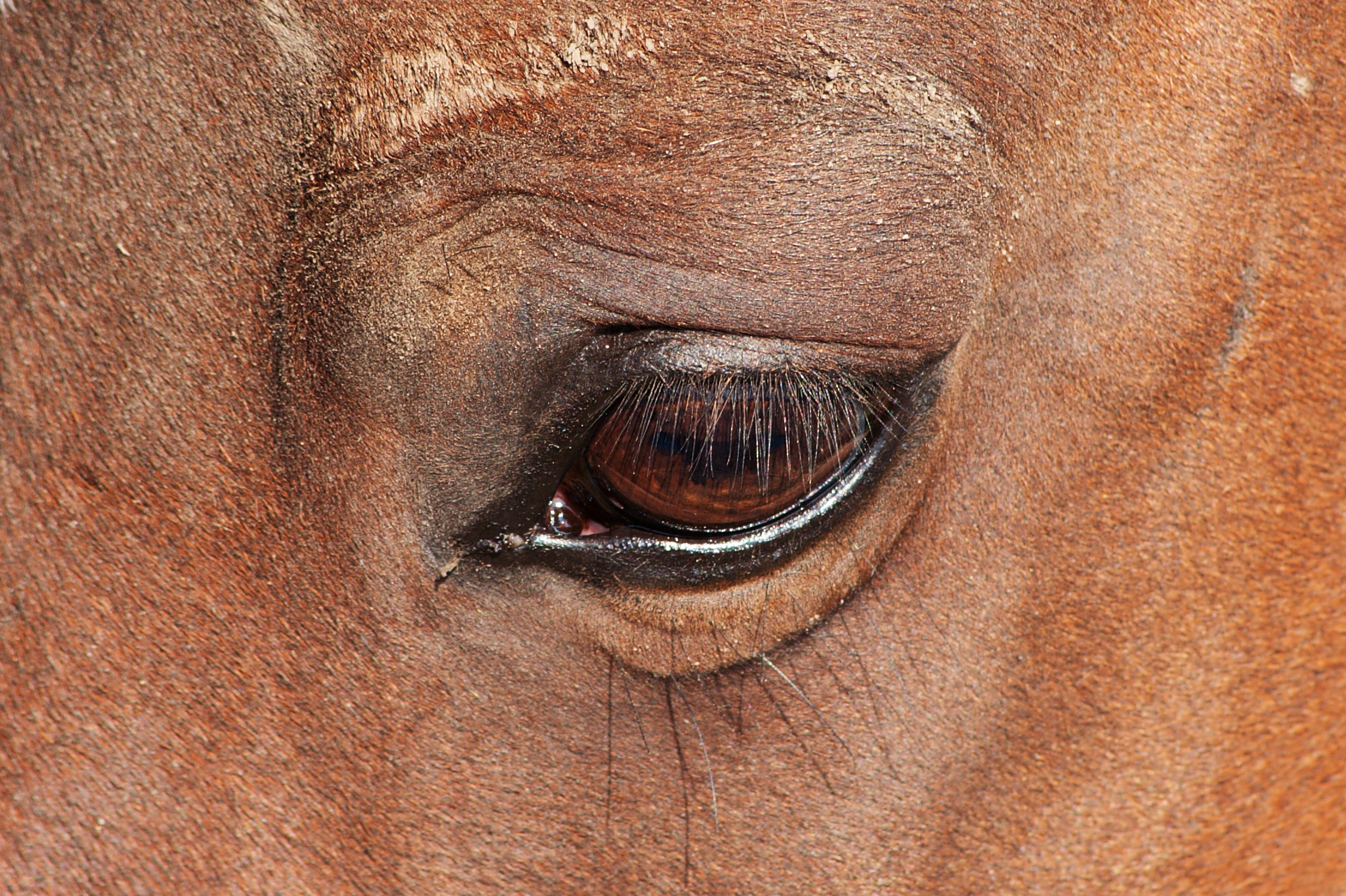
馬的眼睛，露出睫毛

在哺乳動物中常見成爲毛髮的睫毛。駱駝的睫毛非常長并且厚。馬和牛的睫毛也十分有特點。在一些馬和狗的種類中，也常見遺傳性睫毛問題。
在鳥類中，睫毛是一個不常見的特點。犀鳥有突出的睫毛（即沒有倒鈎的退化羽毛）， 鴕鳥也是如此。爬行動物中，僅有許氏棕櫚蝮在眼上表現出變性的鱗片，看起來十分像睫毛。

## 參看
- 眉毛